# Кунгаківська сільська рада
Кунга́ківська сільська рада (рос. Кунгаковский сельский совет) — муніципальне утворення у складі Аскінського району Башкортостану, Росія. Адміністративний центр — присілок Кунгак.

## Населення
Населення — 474 особи (2019, 658 в 2010, 804 в 2002).

## Склад
До складу поселення входять такі населені пункти:
| Населений пункт        | Населення, осіб (2002) | Населення, осіб (2010) |
| ---------------------- | ---------------------- | ---------------------- |
| Ключевий Лог, присілок | 58                     | 29                     |
| Кунгак, присілок       | 718                    | 602                    |
| Кунгакбаш, присілок    | 3                      | 1                      |
| Ташликуль, присілок    | 25                     | 26                     |